# Campionati europei di bob 2004
I Campionati europei di bob 2004, trentottesima edizione della manifestazione organizzata dalla Federazione Internazionale di Bob e Skeleton, si sono disputati, per le gare maschili, il 24 e il 25 gennaio 2004 a Sankt Moritz, in Svizzera, sulla pista Olympia Bobrun St. Moritz–Celerina, il tracciato naturale sul quale si svolsero le competizioni del bob e dello skeleton ai Giochi di Sankt Moritz 1928 e di Sankt Moritz 1948 e le rassegne continentali del 1968, del 1972, del 1976, del 1980, del 1985, del 1993 e del 1996. La località elvetica ha quindi ospitato le competizioni europee per l'ottava volta nel bob a due uomini e nel bob a quattro.

A partire da questa edizione del campionato europeo venne introdotta la gara di bob a due femminile, disputatasi il 6 e il 7 febbraio 2004 a Sigulda, in Lettonia, sulla pista Siguldas bobsleja un kamaniņu trase.
Come di consueto la manifestazione si è svolta con la modalità della "gara nella gara", contestualmente alla quinta tappa del circuito maschile, alla settima ed ottava di quello femminile della Coppa del Mondo 2003/04.

## Risultati

### Bob a due uomini
La gara si è svolta il 24 gennaio 2004 a Sankt Moritz nell'arco di due manches ed hanno preso parte alla competizione 27 compagini in rappresentanza di 16 differenti nazioni.
| Pos. | Atleti                            | Nazione     | Tempo   | Distacco |
| ---- | --------------------------------- | ----------- | ------- | -------- |
|      | Christoph Langen Christoph Heyder | Germania-3  | 2:13.54 |          |
|      | Ivo Rüegg Beat Hefti              | Svizzera-3  | 2:13.66 | +0.12    |
|      | André Lange Kevin Kuske           | Germania-1  | 2:13.78 | +0.24    |
| 4    | Wolfgang Stampfer Klaus Seelos    | Austria-2   | 2:14.48 | +0.94    |
| 5    | Ivo Danilevič Roman Gomola        | Rep. Ceca-2 | 2:14.55 | +1.01    |
| 6    | Martin Annen Bruno Zurfluh        | Svizzera-2  | 2:14.65 | +1.11    |
| 7    | Bruno Mingeon Emmanuel Hostache   | Francia-2   | 2:14.79 | +1.25    |
| 8    | Evgenij Popov Aleksej Andrjunin   | Russia-1    | 2:15.42 | +1.88    |
| 9    | Gatis Gūts Intars Dīcmanis        | Lettonia-1  | 2:15.43 | +1.89    |
| 10   | Dawid Kupczyk Mariusz Latkowski   | Polonia-1   | 2:15.48 | +1.94    |

### Bob a quattro
La gara si è svolta il 25 gennaio 2004 a Sankt Moritz nell'arco di due manches ed hanno preso parte alla competizione 24 compagini in rappresentanza di 15 differenti nazioni.
| Pos. | Atleti                                                                | Nazione     | Tempo   | Distacco |
| ---- | --------------------------------------------------------------------- | ----------- | ------- | -------- |
|      | André Lange René Hoppe Thomas Pöge Martin Putze                       | Germania-3  | 2:10.46 |          |
|      | Ivo Rüegg Ali Dincer Beat Hefti Christian Aebli                       | Svizzera-1  | 2:10.71 | +0.15    |
|      | Christoph Langen Markus Zimmermann Enrico Kühn Alexander Metzger      | Germania-1  | 2:11.21 | +0.65    |
| 4    | Wolfgang Stampfer Klaus Seelos Andreas Pröller Jürgen Mayer           | Austria-1   | 2:11.36 | +0.90    |
| 5    | Aleksandr Zubkov Aleksej Selivërstov Sergej Golubev Dmitrij Stëpuškin | Russia-1    | 2:11.52 | +1.06    |
| 6    | Ralph Rüegg Steve Anderhub Hans Jürg Nufer Elmar Schaufelberger       | Svizzera-2  | 2:11.55 | +1.09    |
| 7    | Martin Annen Andreas Gees Bruno Zurfluh Patric Clerc                  | Svizzera-3  | 2:11.56 | +1.10    |
| 8    | Evgenij Popov Pëtr Makarčuk Filipp Egorov Aleksej Andrjunin           | Russia-2    | 2:11.60 | +1.14    |
| 9    | Bruno Mingeon Emmanuel Hostache Christophe Fouquet Alexandre Arbez    | Francia-1   | 2:11.64 | +1.18    |
| 10   | Patrice Servelle Moise Bluteau Sébastien Gattuso Petr Narovec         | Monaco-1    | 2:11.86 | +1.40    |
| 10   | Ivo Danilevič Jan Kosak Roman Gomola Jan Kobián                       | Rep. Ceca-2 | 2:11.86 | +1.40    |

### Bob a due donne

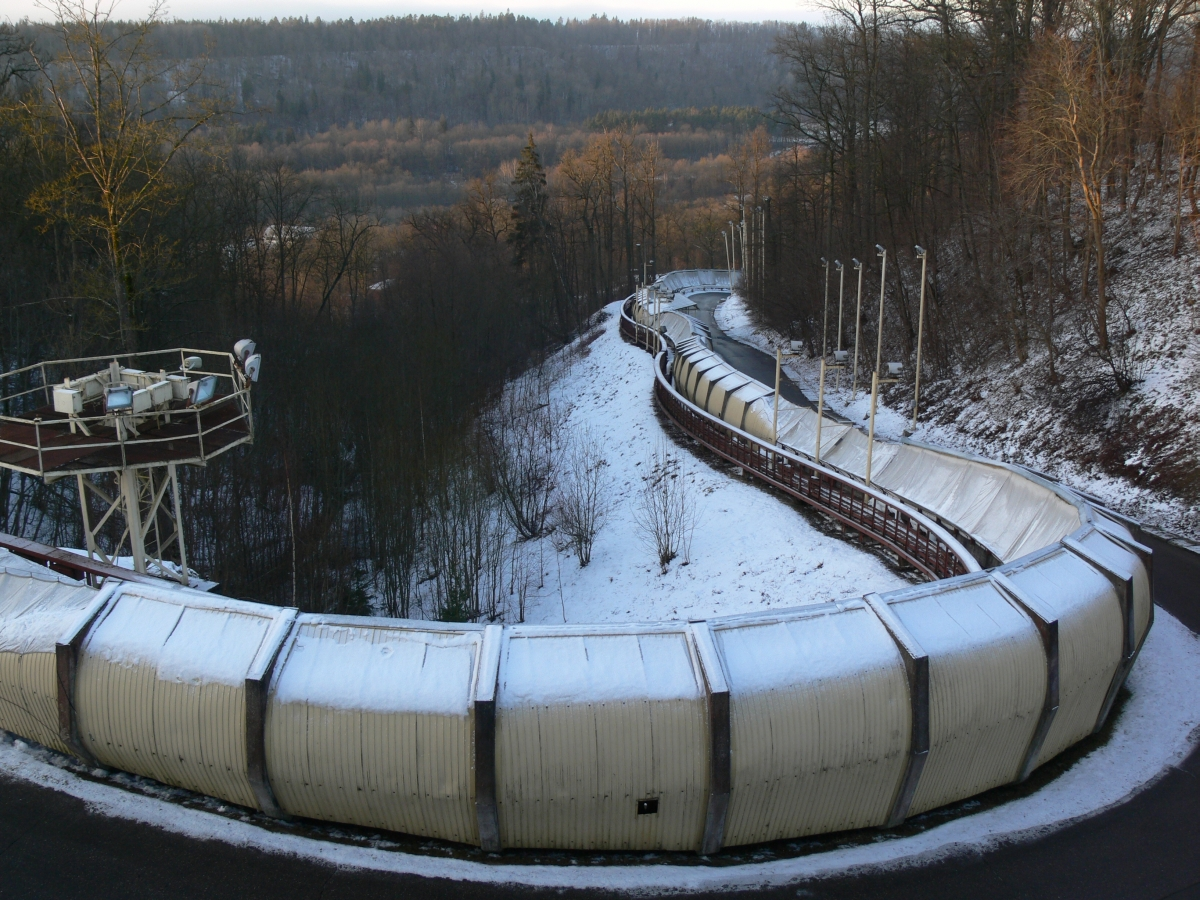
Tratto della pista di Sigulda, per la prima volta sede di gare femminili nelle rassegne continentali

La gara si è svolta il 6 e il 7 febbraio 2004 a Sigulda come somma dei tempi delle due tappe di Coppa del Mondo, per un totale di quattro manches, ed hanno preso parte alla competizione 9 compagini in rappresentanza di 6 differenti nazioni.
| Pos. | Atlete                                  | Nazione    | Tempo   | Distacco |
| ---- | --------------------------------------- | ---------- | ------- | -------- |
|      | Cathleen Martini Sandra Germain         | Germania-2 | 3:33.41 |          |
|      | Claudia Schramm Nicole Herschmann       | Germania-1 | 3:34.89 | +1.48    |
|      | Françoise Burdet Karin Hagmann          | Svizzera-1 | 3:34.93 | +1.52    |
| 4    | Viktorija Tokovaja Nadežda Orlova       | Russia-1   | 3:35.31 | +1.90    |
| 5    | Gerda Weissensteiner Jennifer Isacco    | Italia-1   | 3:35.41 | +2.00    |
| 6    | Ol'ga Nekrasova Tat'jana Trapeznikova   | Russia-2   | 3:37.29 | +3.88    |
| 7    | Olga Lapšova Anita Koziča               | Lettonia-1 | 3:38.94 | +5.53    |
| 8    | Nellija Šlēgelmilha Elīna Baltaisbrence | Lettonia-2 | 3:40.75 | +7.34    |
| 9    | Martina Makoš Anabela Straga            | Croazia-1  | 3:41.70 | +8.29    |

## Medagliere
| Pos.   | Paese    | Oro | Argento | Bronzo | Totale |
| ------ | -------- | --- | ------- | ------ | ------ |
| 1      | Germania | 3   | 1       | 2      | 6      |
| 2      | Svizzera | 0   | 2       | 1      | 3      |
| Totale | Totale   | 3   | 3       | 3      | 9      |